# ویکتور استرادا
ویکتور استرادا (انگلیسی: Víctor Estrada؛ زادهٔ ۲۸ اکتبر ۱۹۷۱) تکواندوکار اهل مکزیک است.